# Îlham Ehmed
Îlham Ehmed (en kurde : ئەلھام ئەحمەد, en arabe : إلهام أحمد), également connue sous le nom d'İlham Ahmed, est une politicienne kurde de Syrie (Rojava) et membre du Parti de l'Union démocratique. Elle est actuellement coprésidente du Conseil exécutif de l'Administration autonome du Nord et de l'Est de la Syrie, également connu sous le nom de Rojava et membre du Comité exécutif de la Coalition du mouvement pour une société démocratique (TEV-DEM),. Jusqu'en juillet 2018, elle était coprésidente du Conseil démocratique syrien (SDC), une aile politique des Forces démocratiques syriennes, qui fait office d'organe législatif pour l’administration autonome du Nord et de l'Est de la Syrie.

## Vie et carrière
Ehmed, née à Afrine, a ouvertement prôné un caractère polyethnique programmatique de la future Syrie. Peu avant la reprise de la ville d'Ar-Raqqa en novembre 2016, qui sert depuis lors de capitale de l'Administration autonome du Nord et de l'Est de la Syrie, elle a déclaré :
« Un tel gouvernement pourrait être un bon exemple de changement démocratique à Raqqa, d'autant plus que la ville a été la capitale de facto de l'organisation terroriste de l'État Islamique pendant des années. Une telle réalisation constituerait un changement fondamental dans la situation générale en Syrie et aiderait le Cela aiderait le pays à progresser vers la stabilité et le changement démocratique. Raqqa serait un exemple pour tout le pays.
Ehmed est impliquée dans le mouvement kurde depuis les années 1990 et lutte aujourd'hui pour un gouvernement décentralisé sous la forme d'une Syrie fédérale. Elle soutient qu’un tel État décentralisé pourrait créer des conseils civils et des gouvernements locaux qui garantissent les droits de divers groupes syriens, notamment la liberté d’expression et l’égalité des sexes. Elle soutient que les droits du peuple kurde devraient être garantis dans la constitution syrienne. En juillet 2018, Ehmed a participé aux négociations avec le gouvernement syrien à Damas sur les services à fournir dans les zones administrées par la SDC. Après l’échec des négociations politiques, elle a déclaré :
Le régime au pouvoir n’a pas changé de position, ni sur le plan humanitaire ni sur le plan politique. Elle n’a fait preuve d’aucune souplesse envers les Syriens avec lesquels elle est en conflit. Elle a rejeté tout canal de communication pour faire face aux conséquences du tremblement de terre et de la crise humanitaire qui a suivi... Elles constituent le principal obstacle à une unification de la vision syrienne.

## Négociations avec la France
À la suite de la menace de la Turquie d'attaquer Afrin et de la déclaration du président américain Donald Trump en décembre 2018 selon laquelle les États-Unis retireraient leurs troupes des zones administrées par le SDC, Ehmed s'est rendue à Paris avec le coprésident du SDC Riad Darar pour discuter avec le gouvernement français d'une coopération plus poussée avec les troupes françaises stationnées dans les zones administrées par le SDC. Après des négociations avec la France, les troupes françaises sont restées en Syrie.